# I Feel Like Playing
I Feel Like Playing je sedmé sólové studiové album britského kytaristy Ronnie Wooda, vydané 28. září 2010. Wood si na album pozval několik hostů, mezi které patří i Billy Gibbons, Slash nebo Bobby Womack.

## Seznam skladeb
| Pořadí | Název                                         | Autor                          | Délka |
| ------ | --------------------------------------------- | ------------------------------ | ----- |
| 1.     | Why You Wanna Go And Do A Thing Like That For | Wood                           | 5:28  |
| 2.     | Sweetness My Weakness                         | Wood, Fowler                   | 5:46  |
| 3.     | Lucky Man                                     | Wood, Vedder, Hyde, Rock       | 5:03  |
| 4.     | I Gotta See                                   | Wood, Fowler                   | 3:44  |
| 5.     | Thing About You                               | Wood, Gibbons                  | 4:33  |
| 6.     | Catch You                                     | Wood, Fowler, Hyde, Rock       | 4:05  |
| 7.     | Spoonful                                      | Dixon, add. music Wood, Fowler | 5:35  |
| 8.     | I Don't Think So                              | Wood                           | 5:02  |
| 9.     | 100%                                          | Wood, Fowler                   | 4:56  |
| 10.    | Fancy Pants                                   | Wood, Fowler                   | 5:26  |
| 11.    | Tell Me Something                             | Wood                           | 3:20  |
| 12.    | Forever                                       | Wood                           | 4:45  |